# Irish Open 1948
Die Irish Open 1948 waren die 35. Austragung dieser internationalen Meisterschaften von Irland im Badminton. Sie fanden in Bray statt.	

## Finalresultate
| Disziplin    | Sieger                       | Finalist                     | Ergebnis     |
| ------------ | ---------------------------- | ---------------------------- | ------------ |
| Herreneinzel | Noel B. Radford              | Thomas Boyle                 | 15–4, 15–4   |
| Dameneinzel  | Queenie Allen                | Barbara Good                 | 11–9, 11–6   |
| Herrendoppel | Noel B. Radford Frank Peard  | Thomas Boyle James Rankin    | 15–3, 15–9   |
| Damendoppel  | Nora Conway Barbara Good     | V. E. Duringer Queenie Allen | 18–16, 15–5  |
| Mixed        | Tom Wingfield V. E. Duringer | Thomas Boyle W. Swann        | 15–12, 17–14 |